# Vohburg an der Donau
Vohburg an der Donau è una città tedesca di 8 605 abitanti, situata nel circondario di Pfaffenhofen an der Ilm in Baviera, lungo la riva destra del Danubio.

## Geografia fisica

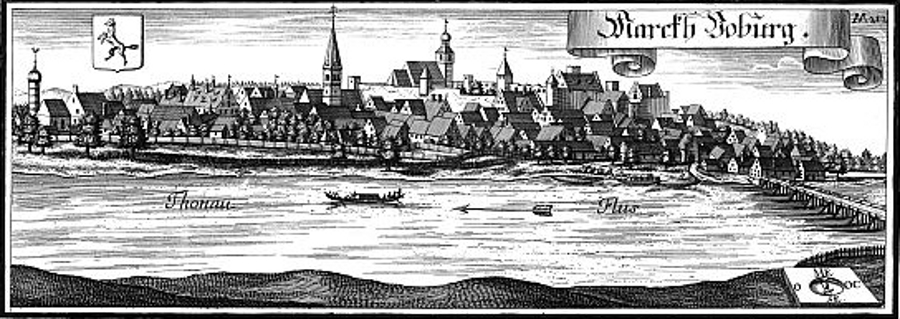
Incisione su rame di Michael Wening intorno al 1700 con vista da nord di Vohburg.

La città è situata lungo la sponda destra del Danubio, che attraversa il territorio cittadino da ovest verso est. Il centro cittadino è delimitato a nord dal Danubio, a nord-ovest dal fiume Paar, che sfocia nel Danubio proprio in prossimità del nucleo urbano, e a sud dal fiume Kleine Donau, che prosegue parallelo al Danubio per poi sfociarvici diversi chilometri a est.

## Storia
La scoperta di cocci e vasellame sulla collina dove sorgeva il castello ha consentito di attestare la presenza di insediamenti risalenti alla tarda età del bronzo, attorno al 1500 a.C.

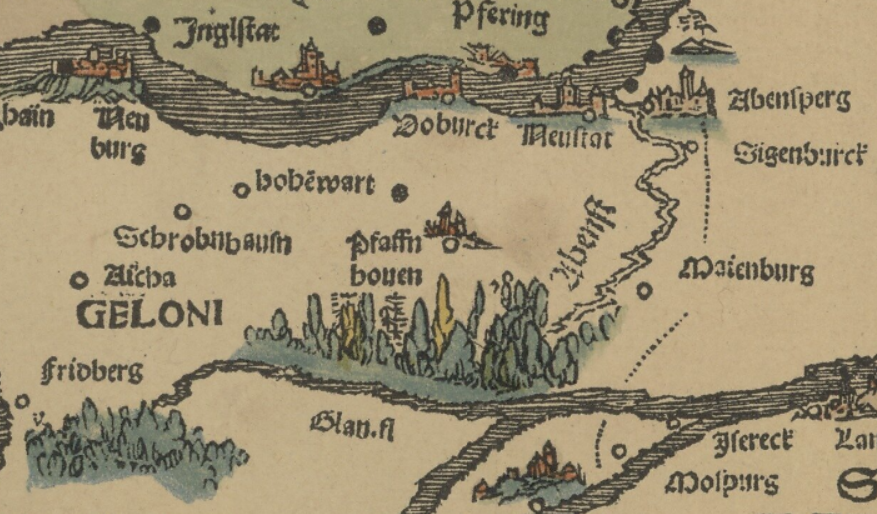
Parte di una mappa della Baviera risalente al 1523 con riferimento a Vohburg.

Attorno all'895, in età carolingia, risale un riferimento a un "cortile fortificato più grande" appartenuto a Pernhard de Vohapurch, mentre dal 911 al 1081 è documentata la presenza dei conti di Vohburg nell'insediamento. Dopo l'arrivo dei marchesi Diepoldinger il castello venne distrutto tra il 1104 e il 1105 nel corso dell'ascesa al trono imperiale di Enrico V, al quale i Diepoldinger avevano dato sostegno. Nel 1204 il castello passò alla famiglia Wittelsbach; nel 1246 venne celebrato a Vohburg il matrimonio tra Elisabetta, figlia di Ottone II duca di Baviera, e il re di Germania Corrado IV. Nel 1414 il duca di Baviera Ernesto ricostruì il castello dopo che era andato distrutto un secolo prima. Alcune ricostruzioni storiche riportano un soggiorno di qualche anno del figlio Alberto III con Agnes Bernauer, una popolana che venne poi imprigionata con l'accusa di stregoneria da parte del duca Ernesto, contrario alla relazione, e fatta annegare nel Danubio a Straubing.

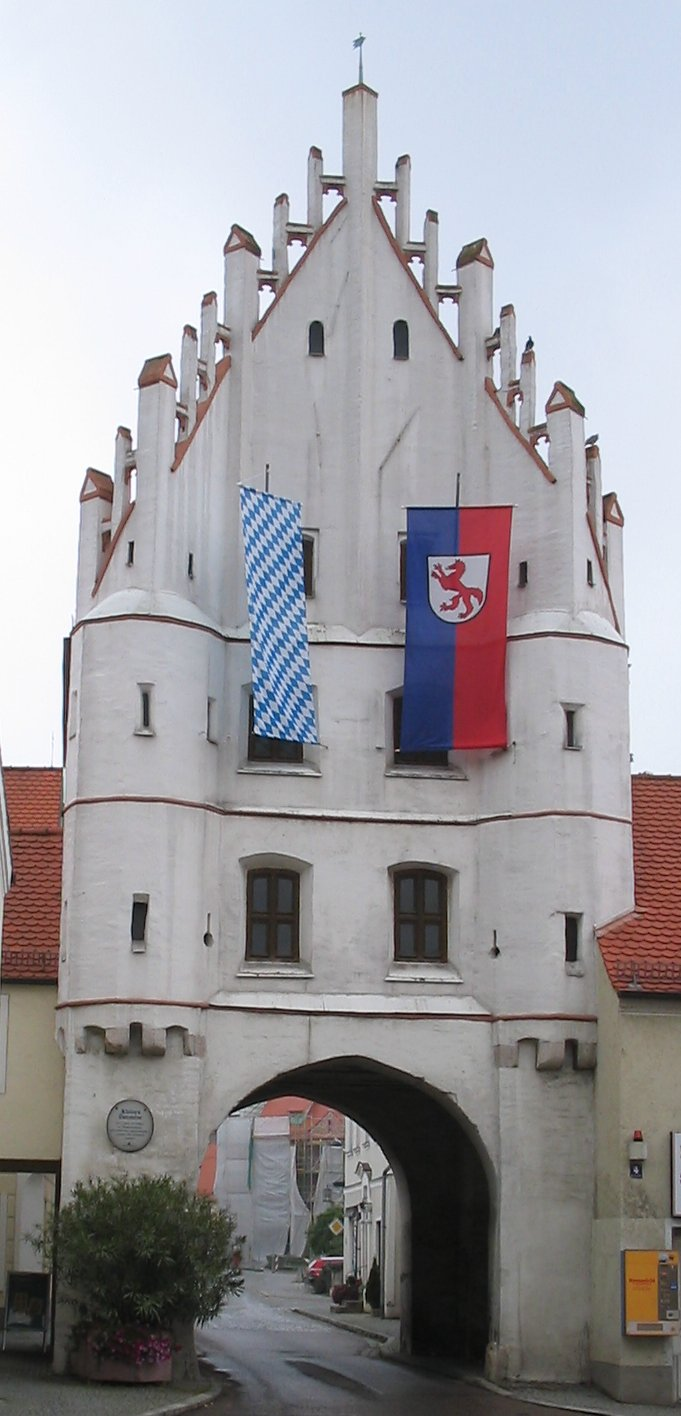
La Kleines Donautor, una delle porte di accesso alla città.

Il castello venne distrutto una terza volta nel 1641 nel corso della guerra dei trent'anni per mano degli svedesi guidati dal generale Johan Banér. All'inizio del XVIII secolo Vohburg fu occupata dagli austriaci e ospitò anche Eugenio di Savoia. Il 19 aprile 1809 Napoleone Bonaparte pernottò a Vohburg in preparazione alla battaglia di Abensberg, svoltasi il giorno seguente.
Nel 1952 Vohburg ottenne il rango di città.

## Geografia antropica
La città si trova all'estremità settentrionale del circondario di Pfaffenhofen an der Ilm, nello stato federato della Baviera.
La città è composta da 13 distretti (in tedesco Gemeindeteil):
- Auhöfe (borgata, in tedesco weiler),
- Dünzing (kirchdorf, villaggio con chiesa),
- Hartacker (villaggio, in tedesco dorf),
- Höfartsmühle (borgata),
- Irsching (villaggio parrocchiale, in tedesco pfarrdorf),
- Knodorf (villaggio),
- Menning (villaggio parrocchiale),
- Oberdünzing (villaggio),
- Oberhartheim (kirchdorf),
- Pleiling (villaggio),
- Rockolding (kirchdorf),
- Unterhartheim (borgata),
- Vohburg an der Donau (capoluogo).

La città si suddivide in sette distretti: Dünzing, Irsching, Menning, Oberhartheim, Oberwöhr, Rockolding e Vohburg an der Donau.

## Economia

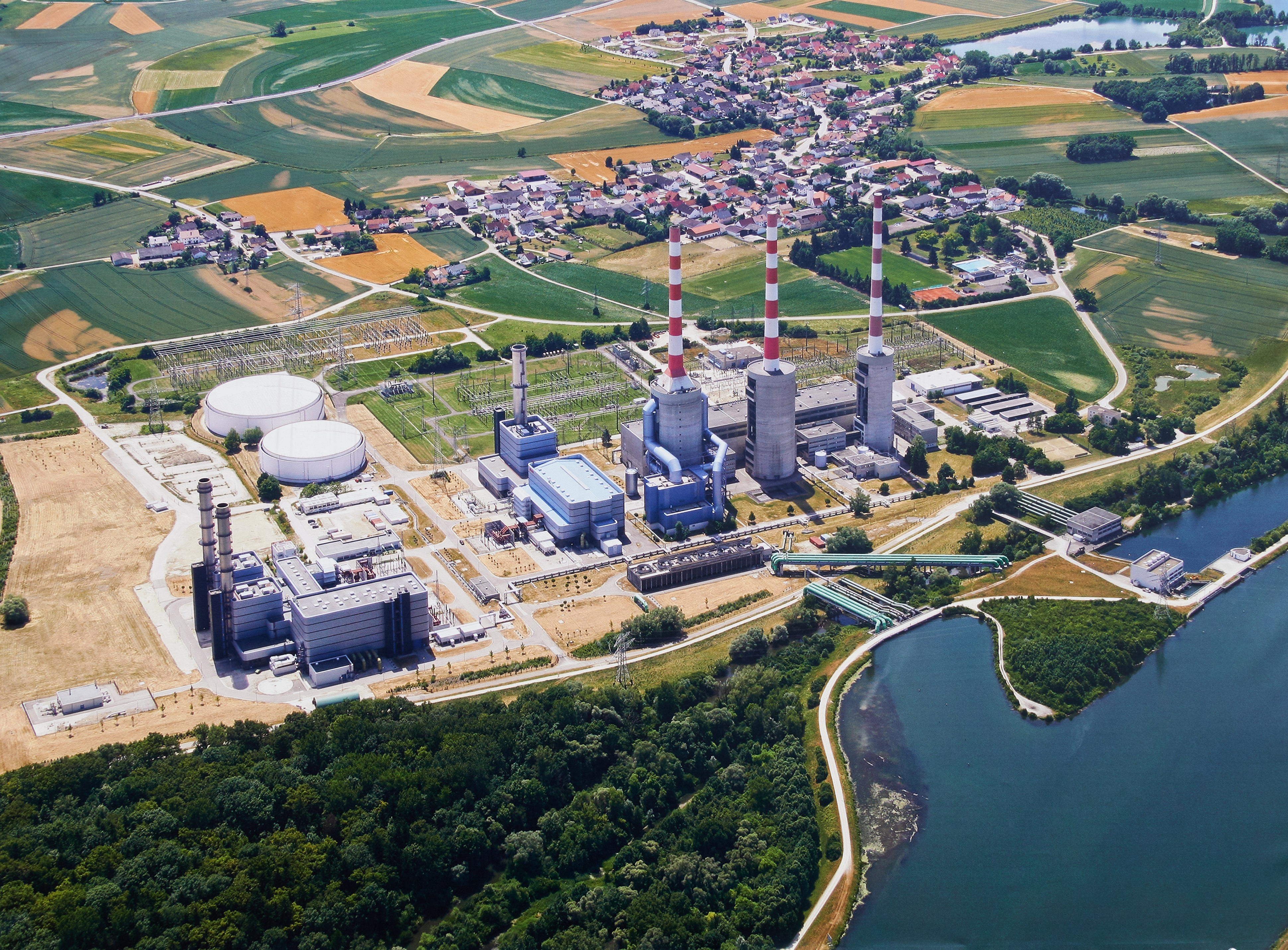
Vista aerea della centrale elettrica e dell'abitato di Irsching.

Nel distretto di Irsching sono presenti una raffineria di oli minerali e una centrale elettrica. Nel 1964 vennero avviati i lavori per la realizzazione di una raffineria sul terreno tra Vohburg e Irsching, che divenne operativa a partire dal 1967. Dal 1998 la raffineria è gestita dalla Bayernoil ed è connessa tramite una serie di oleodotti alla vicina raffineria di Neustadt an der Donau, operando come un'unica struttura. La raffineria è anche connessa all'oleodotto Transalpino.
Con la raffineria sorse anche la vicina centrale elettrica, che si compone di sei blocchi, e dal 2016 è gestita da Uniper. I primi tre blocchi (chiamati Irsching 1, 2 e 3) erano stati progettati per operare con gas naturale e gasolio, mentre i tre blocchi successivi (Irsching 4, 5 e 6) sono cicli ad alta efficienza operanti con solo gas naturale. I blocchi 1 e 2 sono stati dismessi nel 2006 e nel 2012, rispettivamente. Il blocco 3, entrato in servizio nel 1974, è rimasto operativo come riserva di rete per diversi anni, ma verrà dismesso entro la fine del 2023. I blocchi 4 e 5 sono cicli combinati ad alta efficienza (attorno al 60%), entrate in servizio tra il 2010 e il 2011. Nel 2023 è prevista l'entrata in servizio del blocco 6, una centrale a turbogas destinata a supportare la stabilizzazione della rete elettrica.